# Thomas Stryken
Thomas Stryken (* 20. Februar 1894 in Lunner; †  23. Juli 1973 in Grua) war ein norwegischer Radrennfahrer.

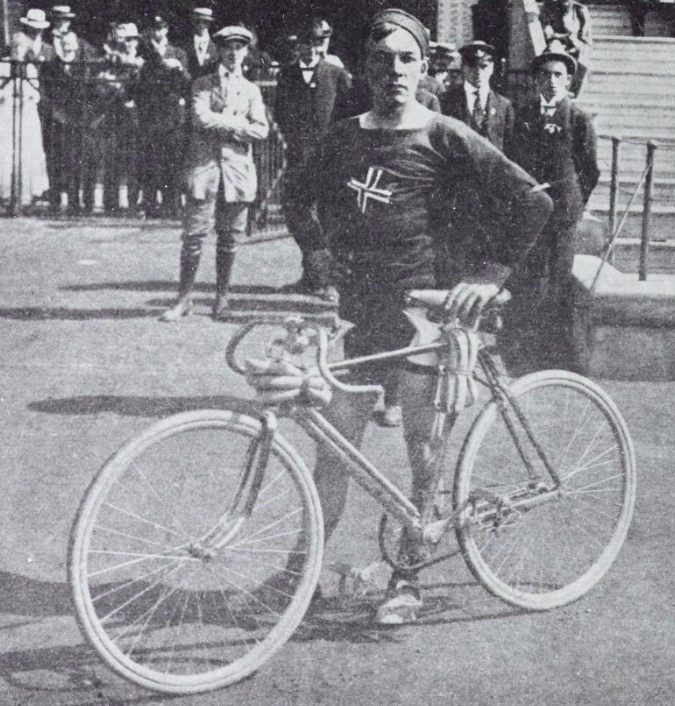
Thomas Stryken, Stockholm, 1916

## Sportliche Laufbahn
1916 siegte er in der schwedischen Mälaren Runt vor Paul Henrichsen in dem damals bedeutendsten skandinavischen Straßenrennen. Die norwegische Meisterschaft im Einzelzeitfahren über 100 km gewann er 1919. 1915 wurde er bei den Nordischen Meisterschaften im Straßenrennen Dritter hinter Ragmar Malm. Stryken stellte mehrere norwegische Distanzrekorde über 60, 70, 120 und 200 km auf. Bei den Olympischen Sommerspielen 1920 war er Ersatzmann für das olympische Einzelzeitfahren, wurde aber nicht eingesetzt.

## Berufliches
Stryken übernahm mit seinem Bruder die elterliche Farm und arbeitete als Landwirt.

## Familiäres
Sein Bruder Thorstein Stryken war ebenfalls Radrennfahrer und Olympiateilnehmer 1920.